# 左光先
左光先，生卒年不详，陕西榆林人。明末军事人物，先后投降李自成及清。

## 生平
左光先是武举出身，因镇压农民军有功，累官至固原总兵。

### 降闯
崇祯十六年（1643年）十月，李自成入关中，左光先投降李自成。永昌元年正月，左光先随李自成进军北京，参与了攻克北京的战役。之后，又参与了一片石战役，李自成兵败撤出北京，左光先与谷可成率部两万断后。与吴清联军交战，谷可成被俘，左光先退入山西。

### 降清
永昌二年（1645年），李自成入湖广，左光先随行。四月，清军追至富池口，李自成不敌撤退，左光先被俘随后降清。
顺治五年八月，清廷封左光先为拜他哈布勃哈番。其后不详。

## 家庭
子：左襄